# Disocactus ackermannii
A Disocactus ackermannii egy epifita kaktuszfaj, mely természetes élőhelyén és magas igényei miatt a kertkultúrában is ritkán található meg.

## Elterjedése és élőhelye
Mexikó: Chiapas, Veracruz, Oaxaca államok; epifitikus 1800–2450 m tengerszint feletti magasságban. Legtöbbször magasan, a fák koronaszintjében telepszik meg.

## Jellemzői
Lándzsa alakú hajtástagokból felépülő csüngő hajtásrendszerű növény, szártagjai 50–60 mm szélesek, bevágottak, laposak, általában 350 mm hosszúak, sötét-vagy olívazöldek. Tövisei 1–3 mm hosszúak, barnásak. Virágai 120–140 mm hosszúak, 100–140 mm szélesre nyílnak, vörösek. A receptaculum sima, tölcsért formál, zöld, vörös pikkelyeket és 1-2 (-5) tövist hordoz. A külső szirmok kerekek, a belsők tojásdadok. Bibéje sötétvörös. Termése 40 mm hosszú, 20–25 mm széles, 8 mm hosszú pikkelyeket és 0-1 tövist hordozó vörös bogyó.

## Rokonsági viszonyai
Az Ackermannia subgenus tagja. A növény először a 19. század közepe táján fedezték fel, azonban hosszú időn keresztül összetévesztették a Disocactus X hybridus (régi nevén Epiphyllum Ackermannii) kertészeti hibriddel. A tévedésre csak a növény 20. századi újbóli felfedezése után derült fény.